# Милан Ђурић (фудбалер, 1990)
Милан Ђурић (22. мај 1990, Тузла) је босанскохерцеговачки фудбалер који игра на позицији нападача. Тренутно наступа за Монцу и репрезентацију Босне и Херцеговине.

## Биографија
Рођен је у Тузли. Његов отац, Горан, бивши је фудбалер и преселио се у Пезаро 1991. године. Иако је рођен у Тузли, његова породица је из Власенице.

## Каријера

### Јуниорска каријера
Играо је за омладински погон екипе Вис Пезаро до 2005. Међутим, клуб је прогласио банкрот, а Ђурић је пуштен без обештећења. Потом потписује за Сан Марино Калчо, да би наредну сезону прешао у Чезену, где је играо у омладинцима, које је тренирао Давор Јозић.

### Чезена
За први тим Чезене је дебитовао 30. октобра 2007. године у на утакмици против Монте у оквиру Серије Б. Неколико седмица касније постигао је први погодак у професионалној каријери на утакмици против Фросинонеа.

### Парма
2010. године за 300 хиљада евра прелази у Парму, из које је одмах отишао на позајмицу у Асколи, да би у јануару 2011. године играо на позајмици у Кротонеу. Овај уговор је био договорен 15. јуна 2011. за наредну годину.

### Повратак у Чезену
1. јула 2012. враћа се у Чезену. Међутим, сезону 2012/13. одиграо је на позајмици у екипи Кремонезе. У јулу 2013. позајмљен је Трапани, клуб који је тек изборио наступ у Серији Б. У јануару 2014. играо је на позајмици у Цитадели.
30. јуна 2014. враћен је у Чезену.

## Репрезентација
Први позив за наступ у репрезентацији Босне и Херцеговине, Ђурић је добио за пријатељску утакмицу за младу репрезентацију против Србије у Београду, али је чекао свој деби тек 1. јуна 2012. године када је ушао у 79. минуту за младу репрезентацију. Постигао је гол 10 минута касније, који је био његов првенац за Босну и Херцеговину у победи резултатом 3-0 над Белорусијом на стадиону Грбавица у Сарајеву. 
За сениорску репрезентацију Босне и Херцеговине је дебитовао 29. марта 2015. године на утакмици против Андоре. Први гол за сениорску репрезентацију Босне и Херцеговине Милан Ђурић је постигао на утакмици у Зеници против Велса у којој такође бележи и асистенцију.